# Classificação do património em Portugal

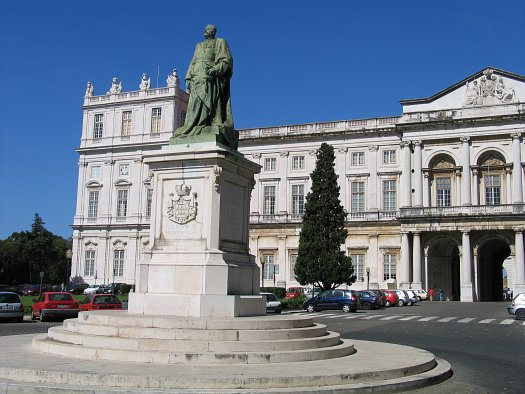
Palácio Nacional da Ajuda, sede da DGPC e da Secretaria de Estado da Cultura

O património edificado em Portugal obedece a regras precisas de classificação e protecção, definidas pela Direção-Geral do Património Cultural, nomeadamente nas vertentes histórica, cultural, estética, social, técnica e científica. Tendo em conta o seu valor relativo, os imóveis podem obter uma de três classificações: Monumento Nacional, Imóvel de Interesse Público e Imóvel de Interesse Municipal.
Os bens assim protegidos são incluídos em três categorias distintas,[ligação inativa] de acordo com as convenções internacionais:
- Monumento: obras de arquitectura, composições importantes ou criações mais modestas, notáveis pelo seu interesse histórico, arqueológico, artístico, científico, técnico ou social, incluindo as instalações ou elementos decorativos que fazem parte integrante destas obras, bem como as obras de escultura ou de pintura monumental;
- Conjunto: agrupamentos arquitectónicos urbanos ou rurais de suficiente coesão, de modo a poderem ser delimitados geograficamente, e notáveis, simultaneamente, pela sua unidade ou integração na paisagem e pelo seu interesse histórico, arqueológico, artístico, científico ou social;
- Sítio: obras do ser humano ou obras conjuntas do ser humano e da natureza, espaços suficientemente característicos e homogéneos, de maneira a poderem ser delimitados geograficamente, notáveis pelo seu interesse histórico, arqueológico, artístico, científico ou social.

## Classificação
A classificação do património português é o acto final do procedimento administrativo mediante o qual se determina que certo bem possui um inestimável valor cultural.(Artigo 18º)
O organismo que zela pela classificação e protecção do património é a Direção-Geral do Património Cultural, serviço central da administração direta do Estado.
O organismo competente propõe ao Secretariado de Estado da Cultura, que procede ou não à respectiva homologação, a classificação que considera adequada para um certo bem do património cultural português, de forma a proteger e a conservar o seu valor histórico e arquitectónico, bem como o da sua envolvência.
O processo de inventariação e atribuição da classificação aos bens móveis ou imóveis portugueses é regido pela "Lei de bases do património" aprovada em 2001 pela Assembleia da República portuguesa.
Toda a tramitação foi alterada com a publicação do Decreto-Lei n.º 309/2009, de 23 de Outubro, tendo sido estabelecidos os procedimento de classificação dos bens imóveis de interesse cultural, bem como o regime jurídico das zonas de protecção e do plano de pormenor de salvaguarda.

## Classificação/inventariação
Para que o organismo competente inicie o processo de análise de uma qualquer classificação, basta que qualquer pessoa ou organismo, público ou privado, português ou estrangeiro subscreva a respectiva proposta.(Formulário) O processo desenvolve-se depois de acordo com um conjunto de etapas entre as quais:
- Pré-análise - em que a proposta é analisada e ajuizada a sua pertinência;
- Abertura e audição - contacto com o município, o proprietário do imóvel em análise e o proponente da classificação;
- Fundamentação técnica da classificação - investigação e análise, caracterização, valorização;
- Homologação - parecer do conselho consultivo da DGPC (ou do organismo competente) e homologação/ratificação por parte do Ministério da Cultura;
- Divulgação - publicitação da classificação a atribuir ao imóvel e da possibilidade de reclamações (que serão obrigatoriamente analisadas);
- Publicação da classificação em Diário da República e comunicação à conservatória do Registo Predial.

O detentor do imóvel classificado tem direito a ser informado de todos os actos tendentes à valorização e protecção do património, e bem assim a ser indemnizado sempre que haja uma proibição ou restrição grave ao uso normalmente dado ao respectivo bem. O proprietário de imóvel classificado tem a obrigação de, mediante certas condições, assegurar o regime legal sobre acesso e visita pública, e bem assim executar as obras necessárias para assegurar a salvaguarda do bem após parecer prévio do organismo regulador. Em caso de transmissão de propriedade, o Estado e a autarquia têm direito de preferência sob certas condições.(Artigo 20º,21º,37º)
A partir da altura em que os processos se encontrem em vias de classificação é de imediato criada uma ZP-zona de protecção de 50 metros a partir dos limites externos do imóvel, ou uma ZEP-zona especial de protecção, de contornos definidos a partir de curvas de nível ou de referências na paisagem (cristas de montes, leitos de rios e outras). Nestas zonas de protecção não pode ser efectuada qualquer construção sem prévio parecer e autorização do organismo de regulação, de forma a reduzir ao mínimo os impactos construtivos na zona ou salvaguardar os solos arqueológicos.(Art.43º)

## Bens inventariados
Através da inventariação pretende-se obter um levantamento dos bens culturais existentes a nível nacional, com vista à respectiva identificação. Os bens classificados, bem como os que estejam em vias de classificação, independentemente do resultado, são obrigatoriamente inventariados. Só a título excepcional, os bens não classificados pertencentes a pessoas colectivas privadas e a pessoas singulares serão incluídos no inventário sem o acordo destas.
Os bens inventariados gozam de protecção com vista a evitar o seu perecimento ou degradação, a apoiar a sua conservação e a divulgar a respectiva existência.(Art.61º)

### Os números do património
- 4107 - total de bens (conjuntos, imóveis, monumentos e sítios) classificados em todo o território português.[6]
  - 810 - Monumentos Nacionais.[7]
  - 2701 - bens de Interesse Público (conjuntos, imóveis, monumentos e sítios).[8]
  - 596  - bens de Interesse Municipal (conjuntos, imóveis, monumentos e sítios).[9]
- 17 - classificações de Património Mundial inscritas na lista da UNESCO.[10]
  - 16 - bens culturais.
  - 1 - bem natural (Laurisilva da Madeira).
- 11 - classificações de Património Mundial de origem Portuguesa inscritas na lista da UNESCO.[11]
- 19 - candidatos ao Patrimônio Mundial da UNESCO.[12]

* NOTA: atualizado em 5 de outubro de 2019

## Bens classificados
A classificação do património cultural imóvel decorre da legislação do património cultural de 2001 e de 2009:
- Quanto ao âmbito - um imóvel é classificado nas categorias  "Monumento", "Conjunto" ou "Sítio" nos termos em que tais categorias se encontrem definidas no direito internacional.
- Quanto a graduação do interesse - um imóvel é classificado como de "Interesse Nacional", de "Interesse Público" ou de "Interesse Municipal".[3]

### Monumento Nacional
Um bem considera-se de interesse nacional quando a respetiva proteção e valorização, no todo ou em parte, represente um valor cultural de significado para a Nação. Os bens móveis pertencentes a particulares só podem ser classificados como de interesse nacional quando a sua degradação ou o seu extravio constituam perda irreparável para o património cultural (classificação sob a forma de decreto do Governo).(Art.15º,16º,18º)

#### Categorias
MN - Monumento Nacional
Nota - De acordo com artigo 3º, item 3 do decreto-Lei n.º 309/2009, a designação de "Monumento Nacional" é atribuída aos bens imóveis classificados como de interesse nacional quer se tratem de monumentos, conjuntos ou sítios.

### Imóvel de Interesse Público
Um bem considera-se de interesse público quando a respetiva proteção e valorização represente ainda um valor cultural de importância nacional, mas para o qual o regime de proteção inerente à classificação como de interesse nacional se mostre desproporcionado. Dos bens móveis pertencentes a particulares só são passíveis de classificação como de interesse público os que sejam de elevado apreço e cuja exportação definitiva do território nacional possa constituir dano grave para o património cultural (classificação sob a forma de portaria)(Art.15º,16º,18º)

#### Categorias
- IIP - Imóvel de Interesse Público (antiga)
- MIP - Monumento de Interesse Público
- CIP - Conjunto de Interesse Público
- SIP - Sítio de Interesse Público

### Imóvel de Interesse Municipal
Consideram-se de interesse municipal os bens cuja proteção e valorização, no todo ou em parte, representem um valor cultural de significado predominante para um determinado município. Só é possível a classificação de bens móveis de interesse municipal com o consentimento dos respetivos proprietários. (Art.15º,16º)

#### Categorias
- IM - Imóvel de Interesse Municipal (antiga) - (Nota: IIM nesta wikipédia)
- MIM - Monumento de Interesse Municipal
- CIM - Conjunto de Interesse Municipal
- SIM - Sítio de Interesse Municipal

## Sem protecção legal
Os bens imóveis em vias de classificação podem ficar sem protecção legal, se o seu procedimento de classificação tiver caducado nos termos do artigo 78.º do Decreto-Lei n.º 309/2009, DR, 1.ª série, N.º 206 de 23 de outubro de 2009. A categoria de classificação deste imóveis é designada como "Não aplicável". Igualmente sem protecção legal e na categoria de "Não aplicável" ficam os imóveis cujo procedimento de classificação foi encerrado ou arquivado.